# Cirsium oreophilum
Cirsium oreophilum là một loài thực vật có hoa trong họ Cúc. Loài này được (Rydb.) K.Schum. mô tả khoa học đầu tiên năm 1903.